# مارفن هاموند
مارفن هاموند هو مجدف كندي، ولد في 23 أكتوبر 1926 في هاميلتون في كندا، وتوفي في 14 يونيو 2003 في كارولاينا الشمالية في الولايات المتحدة.

## وصلات خارجية
- مارفن هاموند على موقع أوليمبيديا (الإنجليزية)